# Palaeorhiza paradoxa
Palaeorhiza paradoxa là một loài Hymenoptera trong họ Colletidae. Loài này được Hirashima mô tả khoa học năm 1975.